# Ajdyn Smagułow
Ajdyn Kudajbergenuły Smagułow (kaz. Айдын Құдайбергенұлы Смағұлов; ur. 1 grudnia 1976 w Ust'-Kamienogorsku) – kazachski i kirgiski judoka, medalista olimpijski.
W roku 2000 reprezentował swój kraj na igrzyskach w Sydney - zdobył brązowy medal w wadze ekstralekkiej. Piąty na igrzyskach azjatyckich w 2002. Wicemistrz Azji w 2000 roku. Uczestnik mistrzostw świata w 1997 i 2001. Uczestnik Pucharu Świata w 1997, 1998, 1999, 2002 i 2008 roku.